# آرنولد پلیس (آریزونا)
آرنولد پلیس (به انگلیسی: Arnold Place) یک منطقهٔ مسکونی در ایالات متحده آمریکا است که در آریزونا واقع شده‌است. آرنولد پلیس ۱٬۵۶۹ متر بالاتر از سطح دریا واقع شده‌است.